# Xanthophyllum ngii
Xanthophyllum ngii är en jungfrulinsväxtart som beskrevs av V. d. Meijden. Xanthophyllum ngii ingår i släktet Xanthophyllum och familjen jungfrulinsväxter. Inga underarter finns listade i Catalogue of Life.